# Игор Јанев
Игор Јанев (Београд, 29. септембар 1964) српски је научник. Научни је саветник Института за политичке студије у Београду.

## Биографија
Игор Јанев је научни саветник на Институту за политичке студије, завршио је основну и средњу школу у Београду. Универзитет у Београду је уписао 1981. године, на којем је дипломирао септембра 1987. године. Последипломске студије уписао је на Факултету политичких наука у Београду 1987. године. Магистрирао је 1991. године са тезом „Сарадња Југославије са UNESCO-м“. Докторску тезу пријављује 1991. године на Правном факултету у Скопљу на којем је брани септембра 1994. године. Назив тезе је „Економске организације Уједињених нација“, а област правно-политичке науке.
Од септембра 1994. године до јуна 1995. године налази се на постдокторским студијама за област међународне политике у САД на Одељењу за Владу и спољне послове на Универзитету у Вирџинији . Од јуна 1995. године до септембра исте године налази се на постдокторским специјализацијама спољне политике у Вашингтону на „Школи спољне службе“ (Институт за дипломатију) на Универзитету Џорџтаун Од октобра 1995. године до јуна 1996. године Игор Јанев завршава своје постдокторске студије у области међународног права на Флечеровој школи права и дипломатије у Масачусетсу (САД)

## Научна делатност
Научно звање Научни сарадник у Београду добија октобра 2000. године на основу одлуке Комисије Министарства науке. Звање Виши научни сарадник у Београду добија децембра 2005. на основу одлуке Комисије при истом Министарству. Научно звање научни саветник (ранг редовног професора) добија 28. децембар 2009. на основу одлуке Комисије при Министарству. Проф. Игор Јанев је члан Америчког Друштва за Међународно право., члан Академског савета за систем УН-а и члан Њујоршке Академије наука. Јанев је аутор над 160 научних радова, претежно у међународним часописима, и објавио је 25 књига и монографија у областима међународног права, међународних односа и спољне политике и дипломатије.

## Дипломатска и политичка делатност
Игор Јанев је био Специјални саветник Министра спољних послова Републике Македоније 2001-2002. године. Као водећи македонски научник објавио је више радова у којима је доказивао да Преспански споразум између Грчке и Македоније о имену Македоније није валидни акт јер једна од страна уговорница (БЈРМ) не поседује валидну правну идентификацију.
Јанев је својим научним радовима иницијатор Акције Србије за проверу легалитета једностране независности Косова пред Међународним судом правде (МСП) у Хагу, коришћењем саветодавне јурисдикције овог Суда и посредством Генералне скупштине Уједињених нација. Прва је пренела о иницијативи Игора Јанева Руска Информативна Агенција (РИА) 2006. године. Успех у Генералној скупштини се сматра највећом дипломатском победом у новијој српској историји (резултат гласања је био 77 За, 6 Против нацрта српске Резолуције).
Јанев је, поред осталог, познат и по томе што заступа тезу да Војно-технички споразум у Куманову може бити раскинут, позивајући се на члан 52. Бечке конвенције о праву уговора (1969), где се уговори сачињени под притиском или претњом рата (као што је био случај са Кумановским споразумом из 1999) могу сматрати ништавним (тј. по чл. 52. „Ништаван је сваки уговор чије је закључење постигнуто претњом или употребом силе, кршењем принципа међународног права који су унети у Повељу Уједињених нација.“)  

## Дела
- Сарадња Југославије са Унеском, Факултет политичких наука, Београд, 1991.
- Економске организације Уједињених нација, Правни факултет, Скопље, 1994.
- Право и политика специјализованих организација Уједињених нација, Александрија, Скопље, 1996.
- Теорија међународних односа и спољне политике, Плато, Београд, 1998.
- Међународни односи и спољна политика, Институт за политичке студије, Београд, 2002.
- Уједињене нације и међународне финансијске и економске организације, ИПС, Београд, 2004.
- Културна дипломатија, Институт за политичке студије, Београд, 2004.
- Теорија међународне политике и дипломатије, Институт за политичке студије, 2006.
- Уставно право и политички систем Европске уније, Институт за политичке студије. 2007.  978-86-7419-144-6.[16]
- Међународне организације и интеграције, Институт за политичке студије. 2008.  978-86-7419-151-4..[16]
- Светска организација за интелектуалну својину, Институт за политичке студије. 2009.  978-86-7419-188-0.[17]
- Статутарно уређење међународних организација, Институт за политичке студије. 2009.  978-86-7419-191-0.[17]
- Међународне финансијске организације, Александрија. 2008.  978-9989-705-03-8..
- Косово после проглашења независности, ИМПП. 2008.  978-86-7067-110-2..
- Односи Југославије са Унеском, Институт за политичке студије. 2010.  978-86-7419-209-2..[18]
- И. Јанев (2012). Међународно право и међународни односи. Београд: ИПС. ISBN 978-86-7419-244-3.
- И. Јанев (2013). Дипломатија. Београд: AGM knjiga. ISBN 978-86-7419-261-0.
- И. Јанев (2015). Увод у дипломатију. Београд: АГМ књига. ISBN 978-86-86363-64-0.
- И. Јанев (2017). Савремена теорија државе и права. Београд: АГМ књига. ISBN 978-86-86363-90-9.
- I. Janev (Editor) (2019). Serbia: Current Issues and Challenges in the Areas of Natural Resources, Agriculture and Environment. New York: NOVA Science Publishers. ISBN 978-1-53614-897-8.
- I. Janev (Editor) (2019). Serbia: Current Political, Economic and Social Issues and Challenges. New York: NOVA Science Publishers. ISBN 978-1-53615-059-9.
- И. Јанев (2020). Теорија државе и права. Београд: Čigoja-Štampa. ISBN 978-86-531-0551-8.
- Istorija političkih teorija, AGM knjiga. Beograd. 2021.  978-86-6048-022-6
- Prespa Agreement and its Effects on Macedonian Right to National Identity: An Act of Ethno–genocidal Termination of the National Identity, Lambert Academic Publishing 2021.  978-620-4-71741-8.
- I. Janev (2023). The Prespa Agreement as Cultural Genocide of the Macedonian National Identity. Beograd: AGM knjiga. ISBN 978-86-6048-040-0.